# تجلية المستضد
تَجْلِيَةُ المُسْتَضِدّ أو إشهار مولد الضد (بالإنجليزية: Antigen presentation)‏ هي عملية في الجهاز المناعي لجسم الإنسان، تقوم فيها البلاعم، والخلايا التغصنية، وبعض الخلايا الأخرى باصطياد المستضدات، وتمكين الخلايا التائية من التعرّف عليهم.

ركيزة المناعة في الجسم هي قدرة الخلايا المناعية على التفرقة بين خلايا الجسم نفسه، والعوامل الممرضة.

في الجزء العلوي: بروتين غريب أو (مستضد) (1) يتم تناوله بواسطة خلايا تجلية المستضد (2). تتم معالجة المستضد ويظهر على جزيء معقد التوافق النسيجي الكبير الثاني (3)، والذي يتفاعل مع الخلايا التائية (4). في الجزء السفلي: كل البروتينات الغريبة ترتبط مع بعضها بأغشية الأجسام المضادة (5) وتتمثل للخلية اللمفية البائية (6)، حيث تقوم بمعالجتها (7)، وتقديم المستضد الموجود على معقد التوافق النسيجي الكبير الثاني (8) للخلية التائية المنشطة مسبقًا (10)، لتحفيز إنتاج أجسام مضادة لمستضد محدد.

 قدرة الجهاز المناعي على المسح لاكتشاف العدوى تتطلب طرق خاصة تمكنه من التعرف على المستضدات الممرضة عن طريق الخلايا التائية.

## تمييز المستضدات
على عكس الخلايا البائية، فإنّ الخلايا التائية تفشل في التعرف على المستضدات في عدم وجود تجلية المستضد، مع استثناءٍ مهم للمستضدات الفوقية. مستقبل الخلية التائية مقيّد للتعرف على ببتيدات المستضد فقط عند ارتباطها بجزيء مناسب لمعقد التوافق النسيجي الكبير (بالإنجليزية: MHC)‏، والذي يعرف أيضًا في الإنسان باسم مستضد الكريات البيضاء البشرية (بالإنجليزية: HLA)‏.
معظم الخلايا قادرة على تجلية المستضدات وتنشيط الاستجابة التكيفية. لكن بعض الخلايا مجهزة خصيصًا لتستلم وتقدم المستضد، ولتدير الخلايا التائية البسيطة. تساهم الخلايا التغصنية، والخلايا البائية، والبلاعم بدور كبير في الاستجابة الفطرية، وتعمل كخلايا تجلية مستضد احترافية. هذه الخلايا الاحترافية هي مجهزة بمستقبلات تحفيز مناعي خاصة والتي تسمح بتعزيز عملية تنشيط الخلايا التائية.
هناك عدة أنواع مختلفة من الخلايا التائية يمكن تنشيطها عن طريق خلايا تجلية المستضد الاحترافية، وأيّ نوع من هذه الخلايا التائية هو مجهز خصيصًا للتعامل مع نوعٍ مختلف من العوامل الممرضة، سواءً كان العامل بكتيري، أو فيروسي، أو عامل سمي. نوع الخلية التائية المنشّطة، وبالتالي نوع الاستجابة الناشئة تعتمد بشكل جزئي على ما إذا كان المستضد تعرض بدايةً لخلايا تجلية المستضد.

## مستضدات داخل الخلايا: النوع 1

تجلية المستضد تقوم بتنشيط الخلايا التائية لتصبح إما خلايا كتلة التمايز8+ "سامة للخلايا"، وإما خلايا كتلة التمايز4 "المساعدة".

المستضدات داخل الخلايا تنتج بشكل أساسي من تكاثر الفيروسات بداخل خلايا المضيف، لذلك فإن المستضدات يمكن أيضًا أن تنشأ من البكتيريا الهيولية أو من بروتينات خلايا المضيف نفسه. تهضم خلايا المضيف بروتينات الهيولي بواسطة إنزيم البروتيزوم إلى ببتيدات صغيرة. ويقوم ناقل متخصص بنقل الببتيد إلى الشبكة الهيولية الباطنة، ويسمح لببتيدات المستضد بأن تقترن مع جزيء معقد التوافق النسيجي الكبير وتنتقل لسطح الخلية.
تقوم جزيئات معقد التوافق النسيجي الكبير (النوع1) بتقديم المستضد لخلايا لخلايا كتلة التمايز8+ التائية. وتعتبر الخلايا التائية السامة مجموعة مخصصة من الخلايا التائية لتحفيز موت بعض الخلايا الأخرى. عملية التعرف على ببتيدات المستضد عن طريق الخلايا اللمفية التائية السامة تؤدي إلى قتل الخلية الهدف، والتي تكون مصابة بفيروس، أو ببكتيريا داخل الهيولي، أو تالفة، أو مضطربة الوظيفة.

## مستضدات خارج الخلايا: النوع 2
تقوم الخلايا التغصنية ببلع العوامل الممرضة الخارجية مثل البكتيريا، والطفيليات، والسموم في الأنسجة، ثم تقوم بعد ذلك بالانتقال عبر إشارات الانجذاب الكيميائي إلى العقد اللمفاوية الغنية بالخلايا التائية. وخلال عملية الانتقال هذه تمر الخلايا التغصنية بعملية نضوج حيث تفقد القدرة على البلعمة، بينما تزداد لديها القدرة على الاتصال مع الخلايا التائية في العقد اللمفية.
تستخدم الخلايا التغصنية الأنزيمات المرافقة لليحلول، لتقوم بهضم البروتينات المرافقة للعامل الممرض، إلى ببتيدات صغيرة. تقوم الخلايا التغصنية في العقد اللمفية بعرض هذه الببتيدات المستضدة على سطح هذه العقد بواسطة اقترانها مع جزيئات معقد التوافق النسيجي الكبير (النوع2). ويتم التعرف على هذا المعقد بواسطة الخلايا التائية التي تعبر خلال العقد اللمفية. تعرض المستضدات الخارجية عادةً على جزيئات معقد التوافق النسيجي الكبير (النوع2)، والذي يتفاعل مع  الخلايا التائية المساعدة، أو كتلة التمايز4+. الخلايا اللمفية لكتلة التمايز4+، هي عبارة عن وسائط استجابة مناعية، تلعب دورًا مهمًا في إنشاء ومضاعفة قدرات واستجابة المناعة في الجسم.
التمثيل في (النوع2) هو أكثر تقييدًا منه في النوع 1. توجد كميات كبيرة من (النوع2) في الخلايا التغصنية، لكن أيضًا يمكن ملاحظتها في الخلية البلعم المنشطة، والخلايا البائية، وبعض خلايا المضيف الأخرى في الحالات الالتهابية.

## وصلات خارجية
- ImmPort - Gene summaries, ontologies, pathways, protein/protein interactions and more for genes involved in antigen processing and presentation نسخة محفوظة 11 مارس 2012 على موقع واي باك مشين.
- antigen+presentation في المكتبة الوطنية الأمريكية للطب نظام فهرسة المواضيع الطبية (MeSH).